# Сумин, Пётр Иванович
Пётр Ива́нович Суми́н (21 июня 1946, Верхняя Санарка, Челябинская область — 6 января 2011, Челябинск) — советский и российский государственный и политический деятель. Председатель Челябинских городского и областного исполкомов, депутат Государственной Думы, губернатор Челябинской области (1996—2010), почётный гражданин города Челябинска (2006).

## Биография

### Образование и трудовая деятельность
Родился в многодетной крестьянской семье в посёлке Верхняя Санарка. Окончив в 1964 году среднюю школу, поступил на металлургический факультет Челябинского политехнического института, который окончил в 1969 году. С 1968 по 1980 год работал на Челябинском металлургическом заводе (ЧМЗ), прошёл путь от подручного сталевара до секретаря комитета ВЛКСМ ЧМЗ. Являлся членом КПСС с 1972 по август 1991 года. С 1971 по 1978 год — секретарь комитета ВЛКСМ ЧМЗ, секретарь Металлургического райкома ВЛКСМ (1973),  второй секретарь Челябинского горкома ВЛКСМ (1974), первый секретарь Челябинского горкома ВЛКСМ. С 1978 года — заместитель начальника ЭСПЦ-3 Челябинского металлургического завода.

### Политическая деятельность
В 1980—1984 годах — второй, затем первый секретарь Металлургического РК КПСС. С 1984 года — председатель Челябинского горисполкома. В 1987 году назначен первым заместителем председателя Челябинского облисполкома, в 1989 году на альтернативной основе был избран вторым секретарём обкома партии. В 1990 году был избран председателем Челябинского облисполкома, в 1991 году — председателем Челябинского областного Совета народных депутатов. С 1990 года являлся народным депутатом России, входил во фракцию «Коммунисты России».
В 1993 году победил на первых выборах главы администрации Челябинской области, набрав более 50 % голосов. Однако итоги выборов были отменены, несмотря на решение Конституционного суда о признании законности результатов этих выборов, и до октября 1993 года в области фактически существовало две администрации — Сумина и Вадима Соловьёва. В октябре 1993 года после разгона Верховного совета президент Борис Ельцин подтвердил полномочия Соловьёва.
С 1993 по 1995 год — вице-президент инвестиционной холдинговой компании «Выбор». Основатель и председатель Совета общественно-политического движения «За возрождение Урала» (с 1994 года).
С декабря 1995 года — депутат Государственной Думы Федерального Собрания РФ второго созыва, член комитета Госдумы по бюджету, налогам, банкам и финансам, член депутатской группы «Народовластие».
22 декабря 1996 года Сумин был избран губернатором Челябинской области, набрав 53,92 % голосов избирателей. Вновь избран на этот пост 24 декабря 2000 года (получил около 60 % голосов).
С 17 сентября 2001 по 13 марта 2002, с 19 июля 2004 по 16 марта 2005 и с 25 сентября 2007 по 27 мая 2008 — член президиума Государственного совета Российской Федерации.
14 апреля 2005 года президент РФ Владимир Путин внёс на рассмотрение Законодательного собрания Челябинской области кандидатуру Сумина для наделения его полномочиями губернатора региона, 18 апреля депутаты утвердили его на этом посту. Решение было принято единогласно 42 голосами.
Входил в состав Совета Федерации (с 1996 по апрель 2001 года); являлся членом комитета Совета Федерации по бюджету, налоговой политике, финансовому, валютному и таможенному регулированию, банковской деятельности. Возглавлял рабочую группу президиума Госсовета по вопросам развития физической культуры и спорта.
Являлся членом партии «Единая Россия». В январе 2010 года стал куратором социального проекта «Крепкая семья» (внутрипартийные проекты «Единой России»).
В марте 2010 года сказал, что не будет подавать заявку на новый губернаторский срок.

### Смерть и похороны

Могила

Скончался ночью 6 января 2011 года (по одной из версий, от рака лёгкого, вызванного длительным курением). Ранее 14 декабря 2010 года стало известно о госпитализации Сумина в тяжёлом состоянии. Похоронен 10 января 2011 года на аллее почётных захоронений Успенского кладбища города Челябинска.

### «Встреча» 14 февраля 2012 года
Во время предвыборной кампании Владимира Путина на сайте в его поддержку ЧтоСделалПутин.РФ появилась информация о том, что премьер-министр якобы встретился с бывшим губернатором 14 февраля 2012 года и обсудил текущие проблемы. После обнаружения ошибки модераторы сайта перенесли текст в другой раздел, с пометкой «Москва и Московская область». Данный прецедент вызвал резонанс в блогосфере.

## Семья
Был женат, имел двух дочерей и четырёх внуков, один из них — хоккеист Данила Алистратов.

## Награды
- Орден «За заслуги перед Отечеством» III степени (2010)[14]
- Орден «За заслуги перед Отечеством» IV степени (2006)[15]
- Орден Почёта (2001)[16]
- Медаль «75 лет гражданской обороне» (МЧС России, 2008 год)[17]
- Медаль «В ознаменование 100-летия со дня рождения Владимира Ильича Ленина» (1970)
- Почётный гражданин города Челябинска (2006)[18]
- Почётный гражданин Челябинской области (2004)[19]
- Почётная грамота правительства Российской Федерации (2006)[20]
- наградное оружие —— именной 9-мм пистолет ПМ[21]

## Память
Именем Петра Сумина названа улица в западной части Челябинска в микрорайоне «Парковый-2» и сквер в прилегающем 19-м микрорайоне, а также улица в Копейске (посёлок Бажово). В центре города на улице Сони Кривой на доме, где жил П. И. Сумин, установлена мемориальная табличка.